# John Bertrand (Segler, 1956)
John Joseph Bertrand (* 22. März 1956 in San Mateo) ist ein ehemaliger US-amerikanischer Segler.

## Erfolge
John Bertrand nahm an den Olympischen Spielen 1984 in Los Angeles in der Bootsklasse Finn-Dinghy teil. Er belegte mit 37 Punkten den zweiten Platz hinter Russell Coutts, der auf 34,7 Punkte kam, und knapp vor Terry Neilson, der die Regatta mit 0,7 Punkten mehr als Bertrand abschloss. Bei Weltmeisterschaften gelang Bertrand 1976 in Kiel und 1977 in Cabo Frio im Laser jeweils ebenso der Titelgewinn wie auch 1978 in Manzanillo im Finn-Dinghy. Darüber hinaus sicherte er sich im Finn 1979 in Weymouth und 1980 in Auckland jeweils Silber. 1987 war er Teilnehmer beim Louis Vuitton Cup.
Er ist nicht zu verwechseln mit dem gleichnamigen, zehn Jahre älteren australischen Segler John Bertrand, der ebenfalls in der Bootsklasse Finn-Dinghy olympische Medaillen gewann und WM-Erfolge feierte.